# Lengyelország nagysebességű vasúti közlekedése

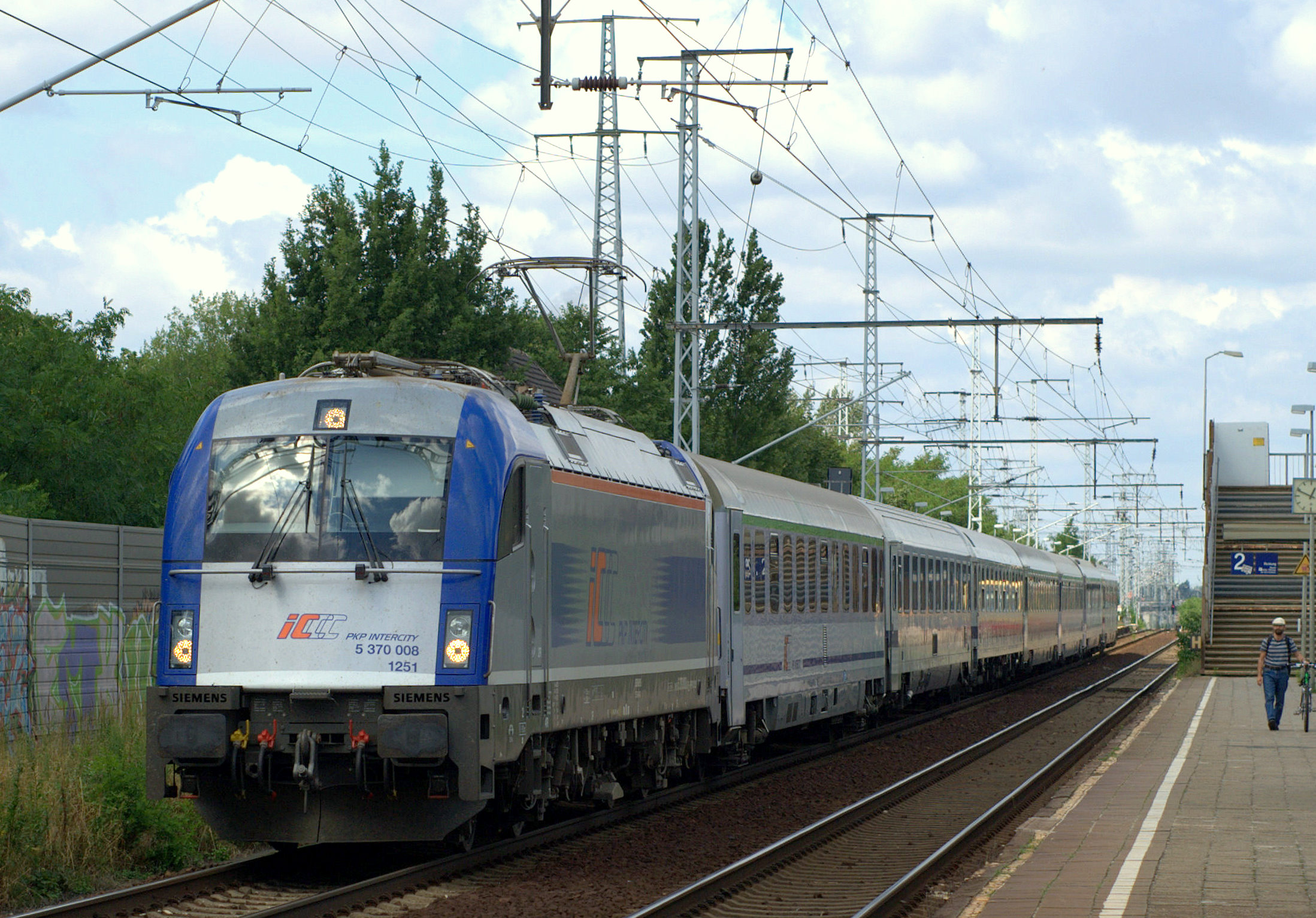
PKP EU44 sorozat, Lengyelország leggyorsabb mozdonya

Lengyelországban napjainkban a fontosabb városok közötti vasúti közlekedés legnagyobb sebessége 160 km/h. Az ország központi fővonalának egyes szakaszain az engedélyezett sebesség 200 km/h (a lengyel sebességrekord: 250 km/h), azonban a Lengyel Államvasutak (PKP) nem rendelkezik olyan járművekkel, melyek képesek elérni ezt a sebességet. A PKP tervezett vásárolni Pendolino vonatokat 1998-ban, de a szerződést törölte a következő évben a Legfelsőbb Ellenőrző Kamara a vasút pénzügyi veszteségei miatt.
Volt egy Y alakú nagysebességű vasútvonal terv, ahol az Y szára összekötné Łódźt, Varsót és Kaliszt, a két ága pedig Wrocławot és Poznańt kapcsolná be. A tervezett vonal geometriája lehetővé tenné a 360 km/h sebességet is. Az építkezés a tervek szerint 2014-ben kezdődött volna, és 2019-ben fejeződött volna be.
A hálózat központja Łódź lett volna, ahol az Y szára egy föld alatti alagútban haladna, amely kapcsolatot biztosítana a már meglévő két vasútállomással. Ehhez kapcsolódva Łódź Fabryczna állomáson felújították a metrót (a felújítása 2010 júliusában kezdődik). 2009 áprilisában négy cég megkezdte az építkezés megvalósíthatósági tanulmányát elkészíteni. A projekt megvalósíthatósági tanulmányára az Európai Unió 80 millió euró támogatást adott. A vonal megépítésének és a vasúti szerelvények megvásárlásának teljes költsége 6,9 milliárd euró. A projekt a tervek szerint részben finanszírozható az EU-támogatásokból.
További tervek vannak a már meglévő vonalak korszerűsítésére is. A Varsó–Krakkó/Katowice vonal fejleszthető lenne a 250 km/h sebesség lehetővé tételére 2012-ig. A Varsó–Gdańsk vonalon a rekonstrukció már elkezdődött. Az Y vonalat valószínűleg meghosszabbítják Berlin és Prága irányába is, a meglévő vonalak korszerűsítésével.

## Lásd még
- Lengyelország vasúti közlekedése